# 張常美
張常美（1931年10月24日－），出生於南投草屯，臺中市人，臺灣白色恐怖受難者。高中時期因參與學校自治會，受到會長被指為共匪案牽連入獄；在獄中結職後來的丈夫歐陽劍華。出獄後鼓勵丈夫以繪畫創作反應獄中經歷，並率學習舞蹈音樂的子女投入多場人權紀念活動。2015年國家人權館籌備處發表的《鏡頭下的白色人生》第二輯紀錄片當中，是唯一女性受訪者。

## 入獄
張常美在初中時期參加學校自治會，就讀臺灣省立臺中商業職業學校（今國立臺中科技大學）一年級時，因自治會會長被指為共匪，1950年4月10日，她被叫進校長室，和其他自治會成員先後被帶走，時年18歲的她開始12年又100天的監獄生涯:74-77。
因當時被抓的政治犯太多，據張常美口述，她在台灣省保安司令部與獄友十數人一起關在三坪大小的空間，交叉睡去不能翻身，一日甚至僅一到兩次如廁時間；期間換過牢房，曾與辜顏碧霞同關一處，因年齡與辜濂松相仿，甚得辜顏碧霞照顧。期間張常美被情治人員審訊、逼供，甚至製作自白書要求她簽名，以「參加叛亂組織」的罪名遭判刑12年。因監獄人滿為患，期間她曾於台灣省保安司令部、台北看守所、台南監獄、職訓總隊，再調回臺灣臺北地方法院看守所（今法務部矯正署臺北看守所），然後1953年送綠島台灣省警備總司令部新生訓導處，半年後又調回臺灣省保安司令部情報處，再調軍法處，最後到台灣省生產教育實驗所直到釋放。 :78-128
在獄中期間，張常美曾與被中國國民黨處決的抗日名將李友邦妻子嚴秀峰同監，也曾與小孩一起關過。曾親眼見李友邦侄子李蒼降之妻李曾碧麗懷有身孕，被特務毒打刑求後導致下體流血，導致腹中胎兒胎盤剝離而早產。或聽聞丁窈窕、朱瑜等女囚在獄中待產，產下子女後，小孩就跟著母親在獄中艱苦生活，與眼見母親被送刑場槍決前生離死別的最後一刻。
張常美與同批船隻前往綠島的難友歐陽劍華，再調回生教所後重逢。歐陽劍華透過書信示愛，再加上生教所主任要求演出戲劇《桃花扇》，兩人利用排戲和上課的零碎時間約會。出獄後兩人結婚，歐陽劍華靠寫字畫、製作廣告招牌、代書業務謀生，度過一段艱苦的生活。後來歐陽劍華獨到的創作作品外銷日本，聲名大噪，清苦生活漸漸邁向小康。兩人育有一女三子。

## 平反
在2000年首次政黨輪替後，張常美鼓勵有繪畫才能的丈夫，將獄中所見所聞的各種刑求，繪出具體圖像，輔以文字說明，將綠島勞動改造、新生訓導處的日常情況畫出，提供諸多建構綠島人權園區的資料。
2005年5月17日第一場綠島人權音樂會──「關不住的歌聲」，張常美的長子歐陽慧剛指揮國立台灣交響樂團，演奏蕭泰然的「啊～福爾摩沙─為殉難者的鎮魂曲」，其後於2010年帶著兩位兒子陪著阿公阿嬤到綠島，三代一同參加藝術季。小兒子歐陽慧儒在許多人權場合演奏大提琴。 
2012年9月2日，歐陽劍華逝世一年後，其女歐陽慧珍以「浮生 畫魂 舞魄」舞劇進行公演，長子夫婦、長孫、三子夫婦、長外孫女皆參與演出，以紀念父母親曾經承受的苦難。在新北市藝文中心 《浮生——我愛的人在火燒島》公演時，張常美的子、孫輩皆有上台演出。
在2015年國家人權館籌備處發表的《鏡頭下的白色人生》第二輯紀錄片當中，張常美是片中19位受訪者中的唯一女性，她說：「多少菁英在白色恐怖時代被殺掉、被關掉、被糟蹋掉，我不會原諒，我沒那麼心胸寬大，恨透了、恨透了」。同年12月9日，中華民國文化部所屬國家人權博物館籌備處舉辦「冤獄、求生與揚名：歐陽劍華與張常美生命故事」特展，展出歐陽劍華與張常美兩人白色恐怖時期的生命經歷、生教所時期相戀的情書、獄中刑求水彩作品、享譽東瀛的「冠頭人名詩」書法作品等。